# Martin Mijtens den äldre

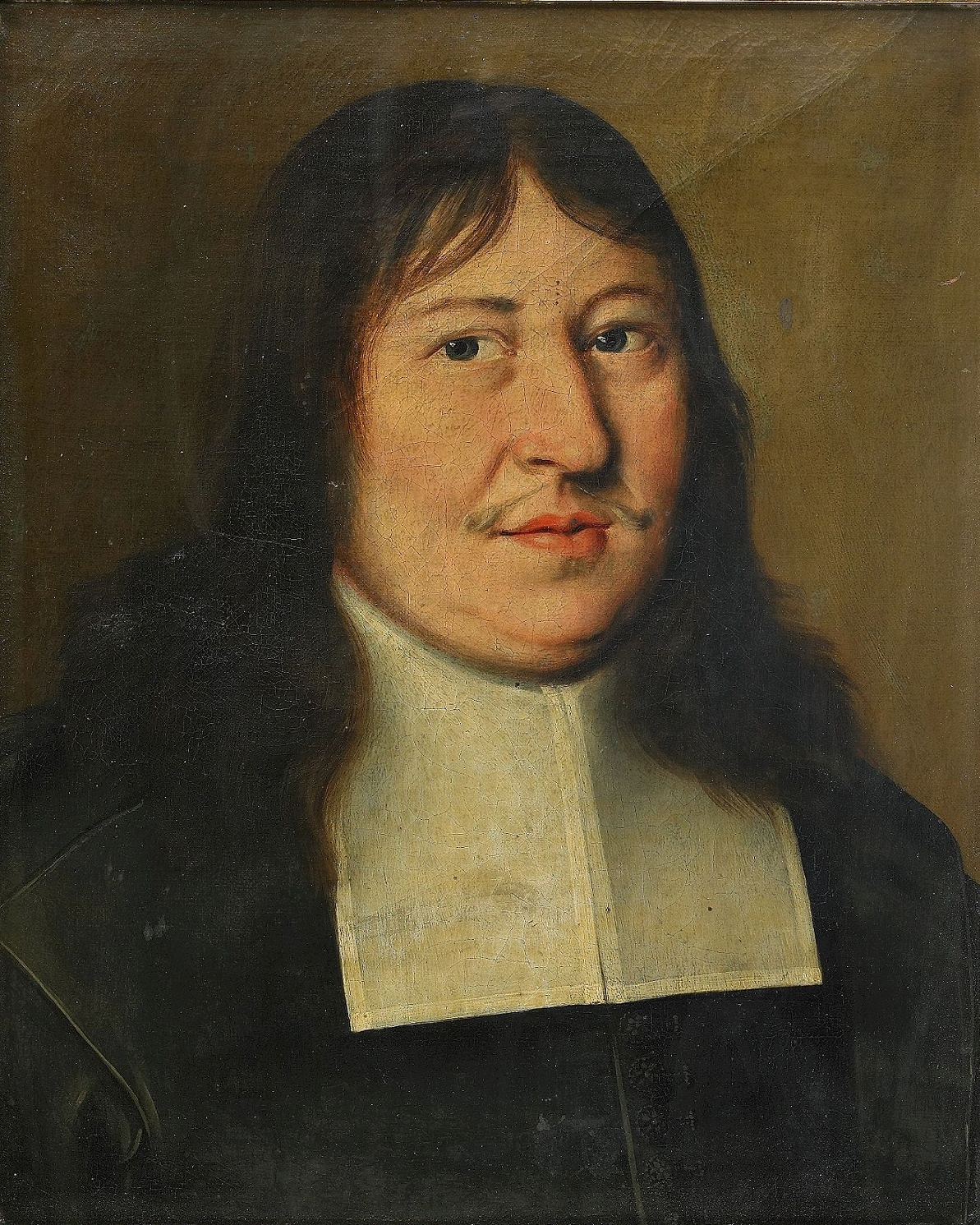
Porträtt av grosshandlaren Johan Rozelius av Martin Mijtens den äldre.

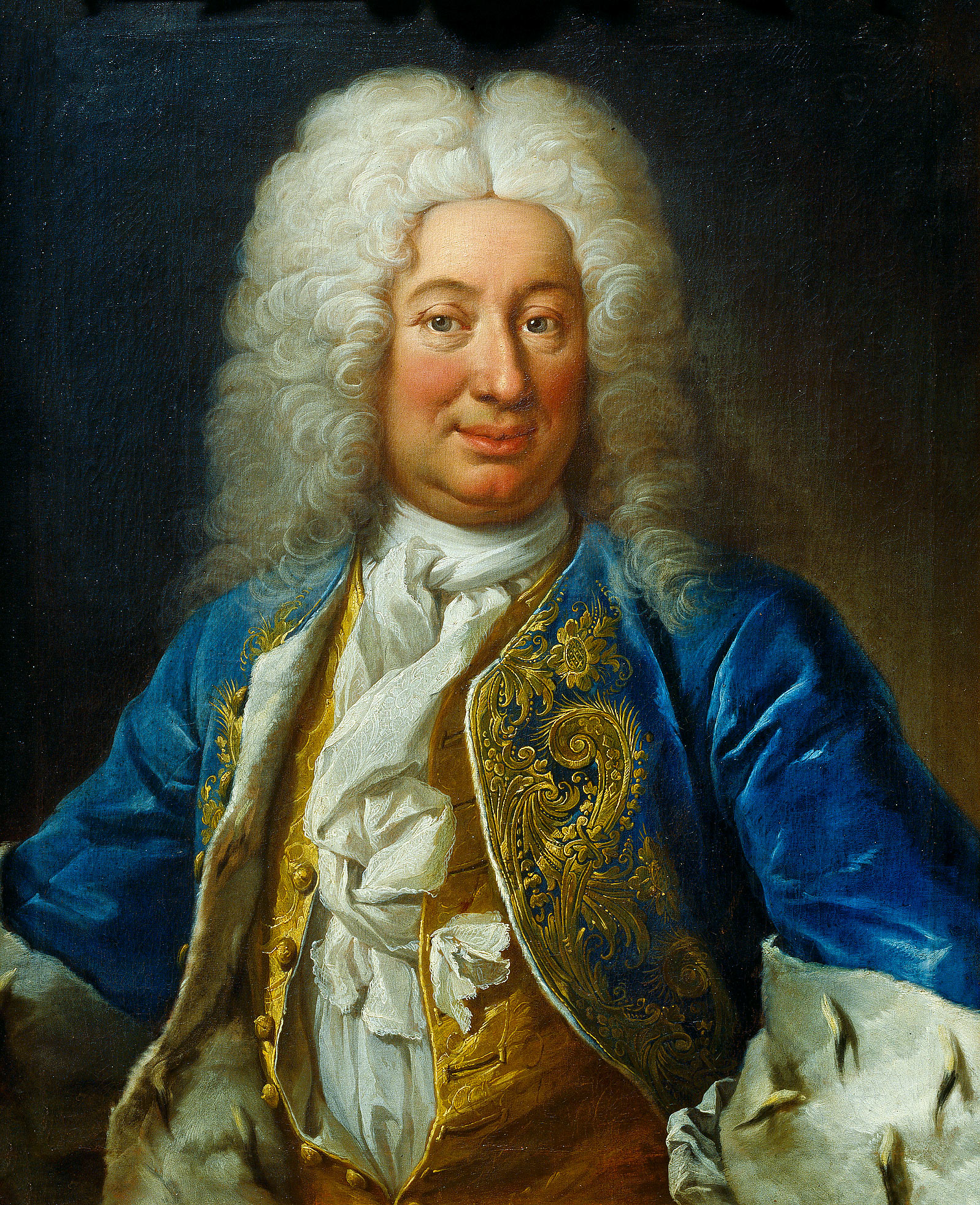
Porträtt av Fredrik I av Martin Mijtens den äldre.

Porträtt av Maria Aurora von Königsmarck.

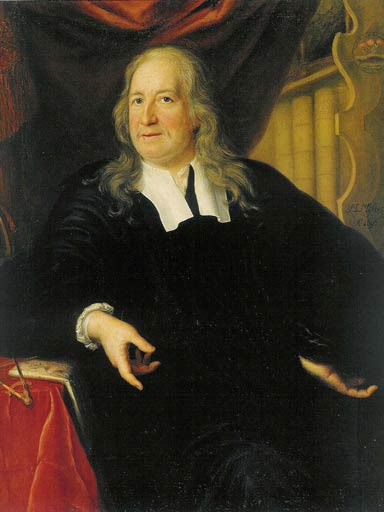
Porträtt från 1696 av Olof Rudbeck d.ä. (1630–1702)

Martin Mijtens den äldre, Martin Meytens, Martin Mytens, född 1648 i Haag i Nederländerna, död 1736 i Stockholm, begravd omkring 6 augusti i Maria Magdalena kyrka, var en nederländsk konstnär, verksam i Sverige. Han var son till porträttmålaren Isaac Mijtens och far till Martin Mijtens den yngre.

## Biografi
Mijtens kom till Stockholm före eller under år 1677 och fann där ett så tacksamt fält för sin konst, att han beslöt stanna och 1681 satte han bo. Av hans första verk finns prov i Vibyholms och andra samlingar. De visar, att han hade en fin pensel, behaglig, varm, fastän tunn färg samt livlig och karakteristisk uppfattning av de skildrade. 
Med sina gråaktiga fonder, de ofta gulbruna draperierna och den enkla, naiva framställningen bildar Mijtens vid denna tid en bestämd motsats till David Klöcker Ehrenstrahl. Men dennes anseende och den gunst hans målningssätt vunnit var så stora, att även Mijtens måste böja sig. 
Så småningom blir hans bilder något anspråksfullare och djärvare, åtbörder och minspel kraftigare, bisakerna rikare, tonen i det hela mer högstämd, utan att personligheten försummas eller återgivningen av hudfärg överger den varma, åt gult dragande hållningen. Många bilder från denna hans andra period, som ungefär omfattar åren 1685–1700, finns på Skoklosters slott, där Nils Bielke och hans grevinna, Eva Horn (i landskap), hör till mästarens bästa målningar, och på Vibyholm, i Uppsala (professor Schwedes porträtt i Uppsala museum och Olof Rudbeck d.ä.:s förträffliga bild, 1696, i medicinska fakultetens sessionsrum), i Hammers samling och på inte så få andra ställen. 
Konstnärens vana att högst sällan signera har gjort, att bilderna från dessa år ofta har blandats ihop med Ehrenstrahls och gått under den senares namn. Säkra skiljetecken är emellertid draperierna, som hos Mijtens saknar stil och ofta verkar tämligen slappt tecknade, och även det livligare åtbördsspelet. Man vet, att Mijtens, trots sin medtävlares anseende, var mycket eftersökt som porträttmålare och samlade förmögenhet på sin konst, så att han kunde bland annat förvärva ett ej obetydligt konstgalleri. 
Han var även alltifrån 1692 och ganska länge kyrkoråd i den lilla holländska församlingen i Stockholm. 
1697 och 1701 företog han resor till hemlandet, den förra gången åtföljd av sin unge lärjunge Lucas von Breda. Utom denne konstnär utbildade Mijtens även sin son, Martin Mijtens den yngre, samt George Desmarées och möjligen flera. 
Man kan säga att omkring år 1700 vidtog Mijtens tredje manér. Karnationen får en dragning åt rött, som slutligen blir nästan stötande (t. ex. i Fabritius och prins Alexander av Georgiens porträtt på Gripsholms slott), teckningen vårdslösas mer, och de granna röda eller djupblå draperierna är stillösare och hårdare målade än förr. Dock lever ännu inte litet av den forna kraften i karaktärsteckningen, och anordningen bibehåller i mycket den förra prydligheten. Även denna hans nedgång finnes ganska ofta företrädd i svenska samlingar. Märkligt är ett självporträtt (nu på Fånö i Uppland), emedan det enligt sägnen skall vara målat på hans höga ålderdom och under sinnessvaghet (om denna vet man för övrigt inget). 
Utom måleriet idkade han även gravyr samt utförde ett porträtt af Karl XI i svart manér och möjligen ett par andra blad i samma art (Gustaf Adolf de la Gardie, Georg Stiernhielm). 
Mijtens avled i Stockholm 1736. Hans målningssamling såldes av hans arvingar till preussiske överstemarskalken greve Gotter och kom inte långt därefter till storhertigen af Württemberg. 
Carl Gustaf Tessin, som tycks ha hyst mycken ringaktning för Mijtens omtalar dock, att denna samling på sin tid ansågs som den enda framstående i riket (utom grefve Johan Gabriel Stenbocks). Att Carl Gustaf Tessin vid samma tillfälle kallar Mijtens "en gammal färgskämmare" och även annars talar illa om hans konst, tycks visa att Mijtens vid mitten af 1700-talet var fullkomligt bortglömd, åtminstone sådan han varit under sin bästa tid. Sedan finns han ej heller mycket omtalad. 
Först genom konstföreningens utställning 1841 och Nils Arfwidssons anmälan av honom i Frey återupptäcktes han; och man fann då, att Sverige i honom ägt en konstnär av sådan betydelse, att han kan mäta sig även med våra största mästare. Hans inflytande på den svenska konstens fortbildning blev dock ej särskilt stort. David Klöcker Ehrenstrahl och David von Krafft ställer honom i det avseendet fullkomligt i skuggan.
Mijtens finns representerad vid bland annat Göteborgs konstmuseum, Norrköpings konstmuseum, Nationalmuseum i Stockholm och Konstmuseet Sinebrychoff